# Eric Fehr
Eric Fehr (* 7. září 1985 Winkler, Manitoba) je bývalý kanadský hokejový útočník.

## Hráčská kariéra
Vysoký útočník začínal v kanadské juniorské soutěž WHL, ve kterém byl vybrán draftem z prvního kola celkově z pátého místa týmem Brandon Wheat Kings. Ještě téhož roku 2000, kdy byl draftován, odehrál první čtyři zápasy za Brandon Wheat Kings. V klubu hrával v letech 2000-2005. Největší úspěch zaznamenal v poslední sezoně 2004-05, stal se nejlepším hráčem v lize, získal trofeje Bob Clarke Trophy a Four Broncos Memorial Trophy, jako jediný pokořil hranici 100 kanadských bodů. V playoff se stal opět nejproduktivnějším hráčem ale na pohár Ed Chynoweth Cup nedosáhli, prohráli ve finále nad týmem Kelowna Rockets 1:4 na zápasy.
V roce 2003 byl draftován do NHL, vybral si ho tým Washington Capitals v 1. kole, celkově z 18. místa. Do organizace Capitals se připojil o dva roky později, jelikož nebyl v základní sestavě byl poslán na jejich farmu v Hershey Bears. V Hershey Bears odehrál podstatně celou část sezony 2005/06, s týmem postoupili do playoff. Jako nováček v seniorském hokeji zaznamenal v základní části 53 bodů v 70 odehraných zápasech a v playoff 11 bodů v 19 zápasech, výrazně pomohl k zisku titulu v lize AHL a po devíti letech mohli hráči Bears zvednout nad hlavou Calderův pohár. 18. prosince 2005 odehrál první zápas v NHL, v zápase proti Florida Panthers odehrál sedm a půl minuty. Následující sezonu opět začínal na farmě v Hershey Bears, na konci listopadu byl povolán ke dvou zápasům v NHL, poté byl poslán zpátky na farmu, na konci ledna byl opět povolán do hlavního kádru Capitals. Nakonec odehrál v nejprestižnější soutěži 14 zápasů, zaznamenal své první body.
V průběhu sezony 2007/08 utrpěl zranění, která ho vyřadila na delší dobu, v únoru 2008 se zotavil po zranění. Od ročníku 2008/09 začal hrát pravidelně za Capitals. Nejproduktivnější sezonu zaznamenal ve 2009/10, za 69 odehraných zápasů si připsal 39 kanadských bodů (21+18). 9. července 2010 prodloužil smlouvu s týmem Washington Capitals o dva roky s platem 4.4 milionů dolarů. V Washingtonu odehrál celkem šest sezón a 8. července 2011 byl vyměněn do týmu Winnipeg Jets za Danicka Paquetteho a čtvrté kolo draftu v roce 2012. Část sezony musel vynechat kvůli operaci pravého ramene. Po vypršení smlouvy mu vedení Winnipegu Jets nenabídlo smlouvu a 1. července 2012 se stal nechráněným hráčem. V sezoně 2012/13 nastala výluka v NHL, jelikož neměl smlouvu nebyl pod ochranou klubu a mohl odejít ze zámoří bez pojistky hráče pro klubu. 23. října 2012 se dohodl na smlouvě s finským klubem HPK, který hraje domácí nejvyšší soutěž SM-liiga. Po skončení výluky v NHL podepsal 13. ledna 2013 jednoletou smlouvu s Washington Capitals, jeho výdělek činil 600 000 dolarů.
O čtyři měsíce později prodloužil smlouvu s Washingtonem o následující dva roky. V závěru sezony 2014-15, ve kterém mu končila smlouva si poranil loket a musel podstoupit operaci, zotavení probíhalo po dobu 4-6 měsíců. S jeho zranění byl oddálen jeho účast na následující sezónu. 28. července 2015 podepsal tříletou smlouvu s týmem Pittsburgh Penguins, jeho výdělek je 6 000 000 dolarů. Debut za Penguins musel odložit prvních deset zápasů kvůli zranění. 31. října 2015 odehrál první zápas za tučňáky proti Toronto Maple Leafs, v zápase zaznamenal jednu asistenci a vstřelil gol v oslabení, zápas skončil 4:0 pro tučňáky. Po základní části se s týmem probojovali do playoff, v semifinále se střetli s klubem Washington Capitals, ve kterém působil devět sezon. Ve druhém zápase playoff proti Capitals vstřelil ve třetí třetině gol brankáři Bradnu Holtbymu, tím zajistil vítězství 2:1 pro tučňáky a srovnal sérii na 1:1. V závěru playoff porazili San Jose Sharks a vyhráli Stanley Cup, pro Erica Fehra teprve první.
Po zisku Stanley Cupu a oslav, se s Pittsburgh Penguins připravoval na další ročník. Nejčastěji hrával až ve čtvrté formaci Pens, v průběhu sezony se nevyhnul zranění. 28. února 2017 byl spolu se spoluhráčem Steven Oleksy a čtvrtou volbou draftu za kanadského obránce Frank Corrado z Toronto Maple Leafs. Premiéra v dresu Maple Leafs odehrál až po vyléčení zranění, které mu trvalo měsíc. Zápas se mu moc nevydařil, pouze jednou vystřelil na branku, na ledě vydržel přes jedenáct minut a zapsal si jeden záporný bod za pobyt na ledě +/-. Po zápase proti Columbus Blue Jackets mu bylo dokonce zjištěno zlomeninu na levé ruce a sezona pro něho skončila. Ročník 2017/18 zahájil v Torontu, ale po čtyřech zápasech byl zapůjčen na farmu v San Diego Gulls, kde hrával až do konce února 2018. V závěrečném termínu o ukončení přestupu v NHL, byl vyměněn do San Jose Sharks za výběr sedmého kola draftu 2020. Z AHL se vrátil zpátky do NHL a vešel se do základní sestavy Sharks. Ze 14 zápasů vstřelil tři branky a na další přihrál. V playoff přidal deset zápasů s bilancí 1+1.
Po zdařilém návratu mezi elitu se nedočkal smlouvy na prodloužení. 1. července 2018 se stal nechráněným hráčem. Dlouho však bez angažmá nebyl, ten týž den podepsal jednoletou smlouvu s Minnesota Wild v hodnotě 1 mil. dolarů. Po několika letech se opět usadil v hlavní sestavě týmu v NHL. Příležitosti na ledě dostal celkem k 72 zápasům, ve kterých nastřádal patnáct bodů. Po vypršení kontraktu s Minnesotou Wild, našel nové angažmá ve švýcarském klubu HC Servette Ženeva působící v domácí nejvyšší soutěži National League A. S klubem se dohodl na jednoleté smlouvě. Fehr se hned zapracoval k týmu a patřil k oporám, stal se třetím nejproduktivnějším hráčem a taktéž třetím nejlepším střelcem v týmu. Se Servettem Ženevou se dohodli na pokračováním spolupráci na další rok a do ročníku 2020/21 nastupoval jako alternativní hráč. Svou bodovou produktivitu vylepšil z předešlé sezony, nejlepším střelcem v týmu se stal Linus Omark. Právě na Linuse Omarka byl nejblíže Fehr, který vstřelil o jednu branku méně. V základní části však nasbíral nejvíce trestných minut. S týmem v play off dokráčeli do samotného finále, ve kterém nestačili na EV Zug.
Po vypršení kontraktu se švýcarským celkem Servette Ženeva se stal nechráněným hráčem. Až 21. prosince 2021 se dohodl s ruským klubem Ak Bars Kazaň hrající v Kontinentální hokejové lize. V základní části stihl však odehrát pouze pět zápasů a v play off jenom dva zápasy.

## Zajímavosti
V roce 2014 napsal knihu s názvem The Bulliest Dozer. Je to o buldozeru, který přijde do školy a chová se jako tyran. Nakonec ale zjistí, že tohle dělat nechce. S knížkou mu pomáhali spisovatelka Pamela Duncan Edwards a ilustrace dodala Kate Komarnicki. Výtěžek poputuje na charitu v USA a Kanadě.

## Ocenění a úspěchy
- 2005 CHL - Druhý All-Star tým
- 2005 WHL - Nejlepší střelec (59 gólů)
- 2005 WHL - Bob Clarke Trophy
- 2005 WHL - Four Broncos Memorial Trophy
- 2005 WHL - Nejvíce bodů v Playoff (32 bodů)
- 2011 NHL - Winter Classic rozhodl zápas dvěma brankami
- 2021 NL - Nejvíce trestných minut (153)

## Prvenství

### NHL
- Debut - 18. prosince 2005 (Florida Panthers proti Washington Capitals)
- První gól 27. ledna 2007 (Carolina Hurricanes proti Washington Capitals, kanadskému brankáři Cam Ward)
- První asistence 18. února 2007 (Washington Capitals proti Pittsburgh Penguins)

### KHL
- Debut - 29. prosince 2021 (Avtomobilist Jekatěrinburg proti Ak Bars Kazaň)
- První gól - 4. března 2022 (Ak Bars Kazaň proti Avangard Omsk, českému brankáři Šimonu Hrubcovi)

## Klubové statistiky
| Sezona        | Klub                 | Soutěž        | Základní část | Základní část | Základní část | Základní část | Základní část | Základní část | Play off | Play off | Play off | Play off | Play off | Play off |
| Sezona        | Klub                 | Soutěž        | Z             | G             | A             | B             | +/-           | TM            | Z        | G        | A        | B        | +/-      | TM       |
| ------------- | -------------------- | ------------- | ------------- | ------------- | ------------- | ------------- | ------------- | ------------- | -------- | -------- | -------- | -------- | -------- | -------- |
| 2000/2001     | Pembina Valley Hawks | MMHL          | 36            | 45            | 13            | 58            | —             | 30            | —        | —        | —        | —        | —        | —        |
| 2000/2001     | Brandon Wheat Kings  | WHL           | 4             | 0             | 0             | 0             | 0             | 0             | —        | —        | —        | —        | —        | —        |
| 2001/2002     | Brandon Wheat Kings  | WHL           | 63            | 11            | 16            | 27            | 13            | 29            | 12       | 1        | 1        | 2        | 1        | 0        |
| 2002/2003     | Brandon Wheat Kings  | WHL           | 70            | 26            | 29            | 55            | 17            | 76            | 17       | 4        | 8        | 12       | -1       | 26       |
| 2003/2004     | Brandon Wheat Kings  | WHL           | 71            | 50            | 34            | 84            | 23            | 129           | 7        | 5        | 0        | 5        | 2        | 16       |
| 2004/2005     | Brandon Wheat Kings  | WHL           | 71            | 59            | 52            | 111           | 26            | 91            | 24       | 16       | 16       | 32       | 13       | 47       |
| 2005/2006     | Hershey Bears        | AHL           | 70            | 25            | 28            | 53            | -12           | 70            | 19       | 8        | 3        | 11       | 2        | 8        |
| 2005/2006     | Washington Capitals  | NHL           | 11            | 0             | 0             | 0             | 0             | 2             | —        | —        | —        | —        | —        | —        |
| 2006/2007     | Hershey Bears        | AHL           | 40            | 22            | 19            | 41            | 20            | 63            | —        | —        | —        | —        | —        | —        |
| 2006/2007     | Washington Capitals  | NHL           | 14            | 2             | 1             | 3             | 3             | 8             | —        | —        | —        | —        | —        | —        |
| 2007/2008     | Washington Capitals  | NHL           | 23            | 1             | 5             | 6             | 4             | 6             | 5        | 1        | 0        | 1        | 1        | 0        |
| 2007/2008     | Hershey Bears        | AHL           | 11            | 3             | 4             | 7             | -1            | 4             | 2        | 1        | 3        | 4        | 1        | 2        |
| 2008/2009     | Washington Capitals  | NHL           | 61            | 12            | 13            | 25            | 8             | 22            | 9        | 0        | 0        | 0        | -3       | 0        |
| 2009/2010     | Washington Capitals  | NHL           | 69            | 21            | 18            | 39            | 18            | 24            | 7        | 3        | 1        | 4        | 2        | 4        |
| 2010/2011     | Washington Capitals  | NHL           | 52            | 10            | 10            | 20            | 0             | 16            | 5        | 1        | 0        | 1        | 3        | 0        |
| 2011/2012     | Winnipeg Jets        | NHL           | 35            | 2             | 1             | 3             | -6            | 12            | —        | —        | —        | —        | —        | —        |
| 2012/2013     | HPK                  | SM-l          | 21            | 13            | 12            | 25            | 13            | 22            | —        | —        | —        | —        | —        | —        |
| 2012/2013     | Washington Capitals  | NHL           | 41            | 9             | 8             | 17            | 14            | 10            | 7        | 0        | 0        | 0        | -2       | 6        |
| 2013/2014     | Washington Capitals  | NHL           | 73            | 13            | 18            | 31            | 0             | 32            | —        | —        | —        | —        | —        | —        |
| 2014/2015     | Washington Capitals  | NHL           | 75            | 19            | 14            | 33            | 8             | 20            | 4        | 0        | 0        | 0        | -1       | 2        |
| 2015/2016     | Pittsburgh Penguins  | NHL           | 55            | 8             | 6             | 14            | 0             | 19            | 23       | 3        | 1        | 4        | -1       | 6        |
| 2016/2017     | Pittsburgh Penguins  | NHL           | 52            | 6             | 5             | 11            | 3             | 14            | —        | —        | —        | —        | —        | —        |
| 2016/2017     | Toronto Maple Leafs  | NHL           | 1             | 0             | 0             | 0             | -1            | 0             | —        | —        | —        | —        | —        | —        |
| 2017/2018     | Toronto Maple Leafs  | NHL           | 4             | 0             | 0             | 0             | -1            | 2             | —        | —        | —        | —        | —        | —        |
| 2017/2018     | San Diego Gulls      | AHL           | 34            | 17            | 11            | 28            | 6             | 33            | —        | —        | —        | —        | —        | —        |
| 2017/2018     | San Jose Sharks      | NHL           | 14            | 3             | 1             | 4             | 0             | 7             | 10       | 1        | 1        | 2        | 3        | 6        |
| 2018/2019     | Minnesota Wild       | NHL           | 72            | 7             | 8             | 15            | -8            | 30            | —        | —        | —        | —        | —        | —        |
| 2019/2020     | HC Servette Ženeva   | NL            | 44            | 15            | 19            | 34            | 9             | 46            | —        | —        | —        | —        | —        | —        |
| 2020/2021     | HC Servette Ženeva   | NL            | 50            | 21            | 21            | 42            | 12            | 153           | 11       | 3        | 3        | 6        | 2        | 34       |
| 2021/2022     | Ak Bars Kazaň        | KHL           | 5             | 0             | 0             | 0             | 3             | 0             | 2        | 1        | 0        | 1        | 0        | 0        |
| Celkem ve WHL | Celkem ve WHL        | Celkem ve WHL | 279           | 146           | 131           | 277           | 79            | 325           | 60       | 26       | 25       | 51       | 15       | 89       |
| Celkem v AHL  | Celkem v AHL         | Celkem v AHL  | 155           | 67            | 62            | 129           | 13            | 170           | 19       | 8        | 3        | 11       | 2        | 8        |
| Celkem v NHL  | Celkem v NHL         | Celkem v NHL  | 652           | 113           | 108           | 221           | 49            | 217           | 70       | 9        | 3        | 12       | 2        | 24       |